# Carnaval de Mobile (Alabama)

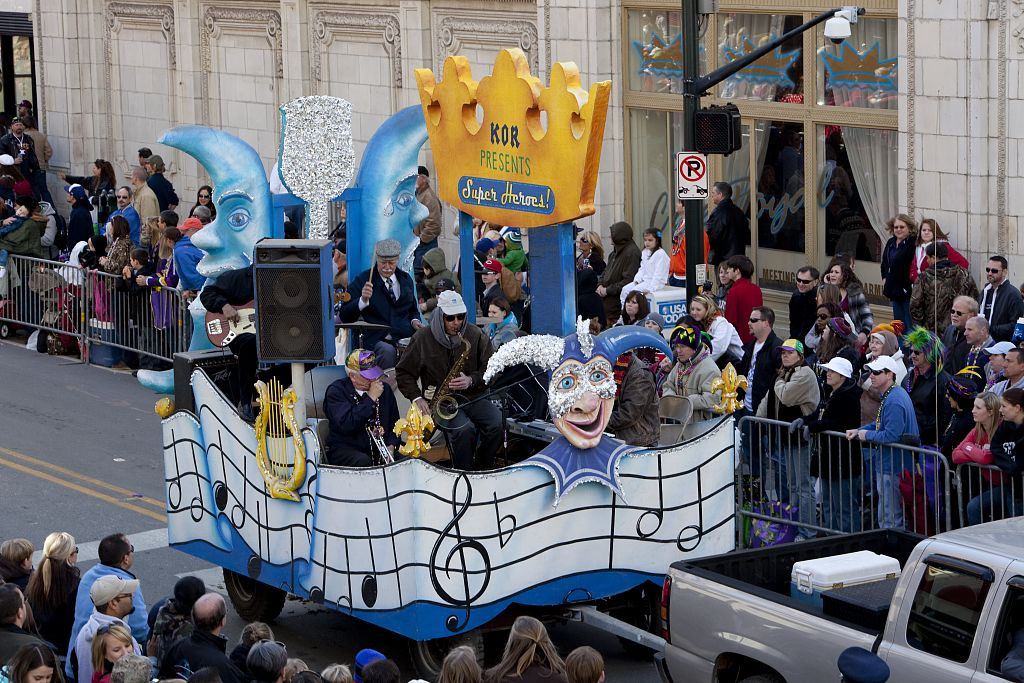
Carnaval de Mobile em 2010

O Carnaval de Mobile ou Mardi Gras é a celebração anual do carnaval em Mobile, Alabama, Estados Unidos. É a mais antiga festa de carnaval nos Estados Unidos, tendo iniciado em 1703.